# بينج يون
بينج يون (بالإنجليزية: Grace Peng Yun)‏ هي لاعبة كرة الريشة أمريكية، ولدت في 15 يوليو 1974.

## وصلات خارجية
- بينج يون على موقع BWFbadminton.com (الإنجليزية)